# Charlotte Despard
Charlotte Despard (geboren als Charlotte French) (Ripple, Kent, Engeland, 15 juni 1844 – Dublin, 10 november 1939) was een strijdster voor het vrouwenkiesrecht, socialiste, pacifiste, Sinn Féin-activiste en romanschrijfster.

## Levensloop
Charlotte Despard groeide op in Ripple, een plaatsje in het Engelse graafschap Kent, samen met haar vier zussen en een broer. Haar vader was John Tracy William French (1808-1855), marineofficier, haar moeder was de Schotse Margaret Eccles (1820-1867) en haar broer was Burggraaf Lord John French (1852-1925). Omdat ze op 10-jarige leeftijd haar vader verloor en niet veel later haar moeder werd opgenomen in een inrichting vanwege psychische problemen, moest Despard bij familieleden in Londen wonen. 

### Romanschrijfster
Op 20 december 1870 trouwde Despard met Maximilian (Max) Carden Despard, een Engelse zakenman afkomstig uit Ierland. Samen gingen ze wonen in landhuis Courtlands in Esher, een dorp in de buurt van Londen. Gedurende deze periode ontwikkelde ze haar ideeën over de erbarmelijke sociale omstandigheden van arbeiders, het vrouwenkiesrecht en het zelfbestuur voor Ierland (Home Rule). Ook begon ze toen met het schrijven van romans.
Haar eerste boek, Chaste as Ice, Pure as Snow (Kuis als ijs, zuiver als sneeuw) werd uitgebracht in 1874. In de daaropvolgende jaren schreef ze nog tien fictieve romans (veelal liefdesverhalen), waarvan er drie nooit zijn uitgegeven. Na verloop van tijd ging ze zich steeds meer richten op het schrijven van politieke pamfletten, artikelen, dagboeken, brieven en gedichten.
In 1890 overleed plotseling haar man Max Despard, waarna ze zich een aantal maanden terugtrok in het landhuis. 

### Welzijnswerkster
Despard bleef achter als een zeer vermogende vrouw en besloot dat ze met haar bevoorrechte positie de onmenselijke omstandigheden waaronder arbeiders en hun gezinnen in Londen moesten leven wilde verbeteren. Ze vertrok eerst naar Wandsworth en later naar Battersea, waar ze twee buurthuizen opende. Doordeweeks woonde ze boven een van haar buurthuizen in een van de armste gebieden van Nine Elms.
Ook bekeerde ze zich tot het Rooms Katholicisme. Haar kledingstijl veranderde mee: in plaats van de gebruikelijke kleding die werd gedragen in de rijkere kring waarin ze was opgegroeid, droeg ze toen alleen nog maar zwarte kleding, een zwarte zijden mantilla en open sandalen.
In 1894 werd ze gekozen als Poor Law Guardian in Lambeth. Ze raakte bevriend met George Lansbury en voerde actief campagne om het Poor Law systeem te hervormen. In deze periode voegde ze zich eerst bij de Social Democratic Federation en later bij de Independent Labour Party. 

### Vrouwenkiesrecht en pacifisme
Charlotte Despard heeft een belangrijke rol gespeeld in de Britse suffragettebeweging, de beweging die streed voor vrouwenkiesrecht. Eerst werd ze lid van de National Union of Women’s Suffrage Societies (NUWWS) en later van de Women’s Social and Political Union (WSPU). Ze was een felle strijdster die de straat op ging en is door betogingen twee keer in de gevangenis van Holloway Castle beland.
In 1907 verliet Despard de WSPU vanwege onenigheid met Emmeline Pankhurst – de oprichtster van de organisatie en omdat de manier van actievoeren haar niet langer beviel. Samen met een aantal anderen die met haar de WSPU verlieten, richtte Despard de Women’s Freedom League (WFL) op. Deze nieuwe organisatie was eveneens strijdlustig en fanatiek, maar onderscheidde zich van de WSPU door geweldloos actie te voeren. Met de organisatie streed Despard niet alleen voor vrouwenkiesrecht, ze streed ook voor gelijke arbeidsbeloning. Een vrouw moest volgens haar "economisch onafhankelijk zijn om als de gelijke van haar man te kunnen leven".
Tijdens de Eerste Wereldoorlog bleven Despard en de WFL overtuigd van de pacifistische principes, in tegenstelling tot de NUWWS en de WSPU, die de regering steunden in de oorlogvoering. Samen met vrouwen van de WFL ging ze maaltijden uitdelen aan vrouwen en kinderen wier man en vader naar het front waren gestuurd om te vechten. Ook bood ze financiële steun aan hen die om politieke of religieuze redenen niet meevochten tijdens de oorlog.

### Despard in Ierland
In 1921 verhuisde ze naar Ierland omdat ze zich meer Iers dan Engels voelde. Ook was ze voorstander van zelfbestuur voor Ierland. In lijn met deze ideeën werd ze lid van Sinn Féin, een nationalistische linksgeoriënteerde politieke partij. Ondanks haar hoge leeftijd vervolgde ze in Ierland haar liefdadigheidswerk. In Dublin opende ze samen met haar vriendin Maude Gonne MacBride een opvangplek voor daklozen. In 1926 verliet Despard Sinn Féin en sloot ze zich aan bij de Revolutionary Workers Group. Tot haar geld op was heeft ze hun projecten en activiteiten financieel ondersteund.
Op 10 november 1939 overleed Charlotte Despard op 95-jarige leeftijd. Ze werd begraven op Glasnevin Cementary in Dublin.

## Uitgaven (selectie)
- Chaste as Ice, Pure as Snow. Vol. I; Vol. II; Vol. III (1874)
- Jonas Sylvester (1886)
- The Rajah's Heir. A Novel. Vol. I; Vol. II (London: Smith, Elder & Co., 1890)
- A Voice from the Dim Millions; Being the True History of a Working Woman (1891)
- Economic Aspects of Woman's Suffrage (1908)
- Outlawed. A Novel on the Woman Suffrage Question (1908)
- Woman in the New Era (1910)
- Theosophy and the Women's Movement (1913)
- In the Light of the Red Dawn (1935)